# Accuracy International Arctic Warfare

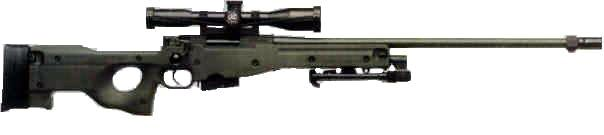
AI Arctic Warfare

De Accuracy International Arctic Warfare is een productfamilie grendelgeweren ontworpen en gebouwd door het Britse bedrijf Accuracy International. Sinds zijn introductie in de jaren 80 van 20e eeuw bleek het een populaire keuze voor civiel, militair en politiegebruik.
De Arctic Warfare (afgekort AW) is het standaard wapen voor sluipschutters in het Belgisch Leger. Het geweer bezit een telescopisch vizier en een steun onder de loop.

## Geschiedenis
Accuracy International liet haar PM (Precision Marksman) meedingen in Britse tests om de oudere , Lee-Enfield-gebaseerde scherpschutterwapens te vervangen. Het geweer won de test, voor de Parker Hale M85, en werd aangekocht door het Britse leger waar het de benaming L96A1 kreeg. Standaard was de L96A1 uitgerust met een Schmidt & Bender 6x42 telescopische richtkijker.
Enkele jaren later was ook het Zweedse leger op zoek naar een nieuw geweer, en Accuracy International diende een verbeterd ontwerp in van de PM. De nieuwe modelnaam was de AW of Arctic Warfare, deze naam groeide verder uit tot een benaming voor de hele productfamilie, ondanks eerdere benamingen.
De aanpassingen legden zich vooral toe om efficiënt bruikbaar te zijn in extreem koude weersomstandigheden, tot temperaturen van −40°C. Alle bedieningen en de trekkerbeugel zijn groot genoeg om met dikke handschoenen gebruikt te worden. Deze versie werd aangenomen en aangekocht door het Zweedse leger in 1988 als de Psg 90.

## Varianten

### PM (Precision Marksman)
De basisversie van waaruit de familie ontwikkeld werd. Deze variant werd midden de jaren 80 in gebruik genomen door het leger van het Verenigd Koninkrijk als de L96A1 (gekamerd in 7,62×51mm NAVO).

### AW (Arctic Warfare)
De basis "verbeterde" versie van de L96A1 (nog steeds gekamerd in 7,62×51mm NAVO). De naam vloeit voor uit de aanpassingen die er zich vooral op richtten de werking in extreem koude klimaten en bij erg lage temperaturen te garanderen.
Deze variant werd in gebruik genomen onder volgende benamingen:
- L118A1 — versie in Britse militaire dienst.
- Psg 90 — versie in Zweedse militaire dienst. Psg is de afkorting van Prickskyttegevär ("Scherpschuttergeweer").
- SR-98 — versie in Australische militaire en politiedienst. Uitgerust met klapkolf.

De brochure voor de Accuracy International AW geeft aan dat de AW-versie verkrijgbaar is in 7,62×51mm NAVO en .243 Winchester. Andere kalibers zijn mogelijk verkrijgbaar bij speciaal order.

### AWF (Arctic Warfare Folding)
De AW-variant met langs de zijkant inklapbare klapkolf.

### AWP (Arctic Warfare Police)
Deze versie van de AW is bedoeld om gebruikt te worden door civiele ordediensten, in tegenstelling tot het leger.
Een opvallend verschil is dat het frame zwart is, in plaats van het karakteristieke groen. De AWP heeft een kortere loop van 24 inch (610 mm) in vergelijking met andere versies. Standaard is het wapen voorzien voor kaliber 7,62 mm NAVO, maar op speciaal verzoek zijn andere kalibers verkrijgbaar. Deze versie lijkt sterk op de AW AE, aangezien deze ook een zwart frame heeft, maar deze laatste is een veel goedkopere, niet-militaire variant.

### AWS (Arctic Warfare Suppressed)
De AWS werd speciaal ontwikkeld zodat subsonische munitie efficiënt werkt. Met deze subsonische munitie wordt het geluidsniveau beperkt tot dat van een .22LR patroon, maar de effectieve afstand van het wapen wordt beperkt tot ongeveer 300 meter. Deze variant is uitgerust met een speciale loop met geïntegreerde geluiddemper. Het vervangen van de loop is mogelijk in ongeveer drie minuten. Het punt van impact kan sterk wijzigen wanneer gewisseld wordt tussen een gedempte en ongedempte loop.

### AWC (Arctic Warfare Covert)
De AWC is in essentie een AWS met klapkolf. Het wapens wordt geleverd in een koffer waarin het wapen getransporteerd wordt. Omdat deze koffer zo voorzien is om het wapen met ingeklapte kolf en gedemonteerde loop te vervoeren kan deze koffer veel kleiner zijn dan normaal. Deze variant werd bedoeld om gebruikt te worden bij clandestiene operaties, en is dan ook in dienst bij verschillende elite-eenheden.

### AWM (Arctic Warfare Magnum)
De Artic Warfare Magnum is een standaard AW, aangepast voor het langere en krachtigere kalibers zoals de .300 Winchester Magnum. Deze variant is in gebruik bij verschillende legers:
- Duitsland: In dienst bij de Bundeswehr als de G22 (Gewehr 22 of Scharfschützengewehr 22). Het Duitse leger liet een klapkolf monteren. De G22 is in kaliber .300 Winchester Magnum

### AWSM (Arctic Warfare Super Magnum)
De AWSM is een aangepaste AWM voor gebruik met super-magnum kalibers zoals de .338 Lapua Magnum. Deze versie wordt gebruikt door verschillende legers:
- Verenigd Koninkrijk: L115A1 en de "verbeterde" versie L115A3; In gebruik bij het Britse leger in kaliber .338 Lapua Magnum.

### AW50 (Arctic Warfare .50 calibre)
De AW50 is een AW-versie speciaal hertekend en aangepast voor de .50 BMG (12,7×99 mm NAVO).
- Duitsland: G24 (Gewehr 24 or Scharfschützengewehr 24): Bundeswehrbenaming voor de AW50.